# 1710年代
1710年代（せんななひゃくじゅうねんだい）は、西暦（グレゴリオ暦）1710年から1719年までの10年間を指す十年紀。

## できごと

### 1710年
- イギリスで世界最初の成文コピーライト法が制定。
- イギリス・ロンドンで、セント・ポール大聖堂が完成。
- ドイツのマイセン地方にあるアルブレヒト城内に硬質磁器製作所が誕生。
- ローマ教皇使節シドッティ、日本に潜入。
- オランダがモーリシャスから撤退。
- ペティ・ド・ラ・クロワによる『千一日物語』の出版。

### 1711年
- 福岡県古賀市にあった筵内村において、借り手から15年以内なら無償で田畑を返してよい旨を定めた「掟」が制定される。
- 6月11日（宝永8年4月25日） - 日本、改元して正徳元年。
- 7月21日 - プルト条約、ロシアがオスマン帝国と講和。

### 1712年
- ロシア・ツァーリピョートル1世、サンクトペテルブルクに遷都。

### 1713年
- ユトレヒト条約によってスペイン継承戦争が終結。
- 徳川家継、徳川幕府7代将軍となる。

### 1714年
- 江島生島事件。
- 8月7日（旧暦7月27日） - ハンゲの海戦、ロシアがバルト海の制海権を奪取。

### 1715年
- 近松門左衛門の『国性爺合戦』が竹本座で初演。

### 1716年
- 徳川吉宗、徳川幕府8代将軍となる。
- 8月9日（正徳6年6月22日） - 日本、改元して享保元年。
- 享保の改革が始まる。

### 1717年
- ロンドンにフリーメイソンのグランドロッジが設立される。
- アントワーヌ・ヴァトー、『シテール島の巡礼』を発表。
- 清の康熙帝、チベットに親征する。

### 1718年
- イギリスで囚人移送法制定。
- ドイツで聖母マリアの泉が完成。
- フランス・パリでエリゼ宮殿創建。
- 12月11日（旧暦11月30日） - スウェーデン王カール12世、ノルウェーで戦没。バルト帝国の崩壊。

### 1719年
- 相対済令が制定。
- 第2次ジャワ継承戦争（インドネシア語版）が勃発。
- 新井白石が「南島志」を発表。
- 長州藩に私立学校、明倫館が開校。
- 江戸に町火消組合が設置。
- ダニエル・デフオーが「ロビンソン・クルーソー」を出版。